# باشگاه فوتبال وسترن یونایتد (جزایر سلیمان)
وسترن یونایتد یک باشگاه فوتبال از جزایر سلیمان واقع در هونیارا است که در تلکام اس-لیگ بازی می‌کند.

## بازیکنان برجسته
- فابریزیو پراتیکو